# Abejar
Abejar è un comune spagnolo di 302 abitanti situato nella comunità autonoma di Castiglia e León, nella Valle del Duero in vicinanza delle sorgenti del fiume, nella comarca di Pinares.
Situato in un contesto montano e circondato da boschi nei suoi dintorni si trovano i picchi della Atalaya, del Tejo e di Valdiegos, e il bacino artificiale della Cuerda del Pozo, costruito nel 1941, che oltre che, servire come regolatore delle acque del Duero, è detto el mar de agua dulce de Soria dove si possono praticare sport acquatici.

## Caratteristiche
Il comune è attraversato da nord a sud dalla Cañada Real Soriana Occidental una delle strade utilizzate nella transumanza delle greggi di pecore e che ebbe grande importanza nel XVIII secolo.
Il nome Abejar in castigliano significa alveare, apiario o anche arnia, comunque località dove si allevano le api.
L'economia è basata sull'agricoltura propria dei terreni non irrigati con la produzione di grano ed orzo, sulla frutticoltura, sulla viticultura e sull'allevamento del bestiame bovino, equino e ovino. Il suo territorio fa parte di quello di produzione del vino a denominazione di origine detto Ribera del Duero.
Di tipo artigianale sono le attività di produzione di mobili di legno, di conserve vegetali, di miele e di funghi secchi o conservati. È intenzione del comune di incrementare l'attività turistica valorizzando l'ambiente e sfruttando la posizione geografica di accesso a località turisticamente note come la Laguna Negra, il Cañon del rio Lobos, la Sierra de Urbion dove sono le sorgenti del Duero e la Sierra Cebollera.

## Storia
Secondo la tradizione orale Abejar nacque dalla fusione di tre parrocchie una delle quali risalente all'epoca della dominazione visigotica.
Dal 1352 al 1580 fu signoria del vescovado di Osma e durante il Medioevo fu attraversato dai pellegrini di Santiago di Compostela provenienti dall'Aragona e vi si costruì l'Hospital de San Sebastian per i poveri e i pellegrini. Filippo II lo incorporò nei beni della Corona dopo avere ottenuto dal papa Gregorio XIII una bolla papale di assenso e concesse al paese il titolo di Villa, ilustre, honorada y Buena dietro congruo compenso di oltre tre milioni di maravedies da parte degli abitanti, che ebbero così la possibilità di autogovernarsi pur entro certi limiti.
Il paese, che raggiunse l'apice della sua economia tra il XVII e il XVIII secolo, fece parte della Hermandad de la Real Cañada de Carrateria Burgos-Soria, una federazione di comuni del territorio fra le due città di Burgos e Soria. Abejar subì un disastroso incendio nel 1897, fu ricostruita ma ebbe un in seguito un regresso economico e demografico.

## Monumenti e luoghi d'interesse
- Ermita de la Virgen del Camino: costruita nel XVIII secolo su una precedente chiesa del XV secolo
- Iglesia de San Juan Bautista: chiesa gotica del XVI secolo
- Ayuntamiento, il municipio costruito nel 1982
- Atalaya, torre di vedetta moresca in rovina col vicino Mirador de Atalaya da cui si gode un bel panorama delle montagne delle Sierre di Urbion e Cebollera.

## Dintorni
- Laguna negra: deposito d'acque di origine glaciale fra il verde dei pini
- Parque Natural del Cañón del Río Lobos
- Embalse de la Cuerda del Pozo

## Feste
Oltre alle feste patronali che si svolgono in tutti i paesi spagnoli con lo stesso rituale, tipica del paese è la festa che si fa l'ultimo giorno del carnevale, unica in tutta la Spagna, detta La barrosa, rito magico che si fa risalire al mito romano di Mitra e Atis e alla leggenda secondo la quale una donna acconsentiva all'amore di un pretendente solo dopo che costui aveva sacrificato in suo onore il migliore dei suoi torelli.
Un giovane, che porta un lenzuolo bianco, fa muovere un simulacro di toro in legno e gira per le strade dove viene invitato nelle case e riceve offerte. Il toro viene poi "sacrificato" su una predella innaffiata di vino e poi sepolto fra battute e scherzi. Segue una cena di soli uomini con canti e musica e si passa la notte a bere vino in abbondanza.
Le altre feste sono: Las Candelas dal 2 al 3 febbraio, San Juan il 24 giugno, Fiestas de la Virgen y San Roque dal 14 al 17 agosto con offerta di fiori alla Vergine, gare popolari di cross, pallamano, taglio dei tronchi di legno e alla notte musica e veglia. Fra le manifestazioni fieristico-culturali sono da ricordare la Muestra Alimentaria di fine agosto e la Semana Cultural "Vive tu Cañada Real" nella seconda settimana di agosto.